# Benjaminiomyces pumila
Benjaminiomyces pumila är en svampart som först beskrevs av Speg., och fick sitt nu gällande namn av I.I. Tav. 2000. Benjaminiomyces pumila ingår i släktet Benjaminiomyces och familjen Laboulbeniaceae.   Inga underarter finns listade i Catalogue of Life.